# 大屋鄉
大屋鄉，是四川省鄰水縣曾经下辖的一个乡。

## 沿革[1]
- 1953年2月27日，第八區(豐禾區)公所從豐禾鄉划出一部分，增建大屋鄉人民政府。1956年1月16日，大屋鄉併入豐禾鄉，大屋鄉人民政府撤銷。